# Българско омайниче
Българско омайниче (Geum bulgaricum, наричан и Български омайник) е многогодишно тревисто растение от семейство Розови. Балкански ендемит.

## Местообитание
Видът е разпространен в района на Рила. Расте по стръмни скалисти склонове, на влажни места из храсталаци, по скални сипеи и поляни на надморска височина до 2800 m.

## Описание
Стъблото достига височина до 60 cm, като е облистено по цялата дължина с ланцентни листа, дълги до 10 cm. В горната си част е разклонено и всяко разклонение завършва с цвят. Размножава се със семена. Цъфти през месеците юли и август.